# Італія на літніх Олімпійських іграх 1896
Італія вперше брала участь на літніх Олімпійських іграх 1896 і була представлена одним стрільцем, який не зміг здобути медаль.

## Результати змагань

### Стрільба
| Змагання                        | Спортсмен          | Фінал     | Фінал |
| Змагання                        | Спортсмен          | Результат | Місце |
| ------------------------------- | ------------------ | --------- | ----- |
| Армійська гвинтівка, 200 метрів | Джузеппе Рівабелла | невідомий | 14-41 |